# Wer
Wer is een Amerikaanse bovennatuurlijke thriller/horrorfilm uit 2013 onder regie van William Brent Bell, die samen met Matthew Peterman ook het verhaal schreef.

## Verhaal

### Proloog
Het Amerikaanse echtpaar Henry en Claire Porter is samen met hun zevenjarige zoon Peter op vakantie in Frankrijk. Hier gaan ze 's avonds naar een veld aan de rand van een bos, om naar een meteorenzwerm te kijken. Wanneer Henry langs een struik loopt, trekt iets hem het bos in. De aanvaller grijpt daarna ook de andere gezinsleden. Henry en Peter sterven ter plekke, Claire bezwijkt later in het ziekenhuis aan haar verwondingen.

### Hoofdlijn
De lichamen van de Porters vertonen alle drie grove bijt- en klauwsporen. Media gaan er daarom van uit dat ze zijn aangevallen door een groot dier. De politie pakt daarentegen Talan Gwynek op als verdachte. Hij is buitengewoon groot, over zijn hele lichaam bovengemiddeld behaard en zegt geen woord. Hij heeft een leeg strafblad en er is geen bewijs tegen hem, maar hij voldoet aan de beschrijving die Claire van de aanvaller heeft kunnen geven in de tijd dat ze bij bewustzijn was. De Amerikaanse expat Katherine 'Kate' Moore treedt op als Gwyneks advocate. Ze krijgt assistentie van dierendeskundige Gavin Flemyng en forensisch expert Eric Sarin. Zij concluderen op basis van de aanwezige sporen dat de aanvaller wel een dier geweest moet zijn. Politieagent Klaus Pistor wil hier niets van weten en gaat ervan uit dat hij met Gwynek de dader te pakken heeft.
Moore gaat praten met Gwyneks moeder. Zij vertelt dat haar familie van Roemeense afkomst is en dat haar zoon lijdt aan een onbekende aandoening die ook zijn oom had. Daardoor is hij te lang voor zijn eigen welbevinden, stijf van lijf en leden, doet bewegen meestal pijn en is zijn tandvlees teruggetrokken, waardoor zijn tanden langer lijken. Talan kan soms dagen achtereen zijn bed niet uit vanwege pijnklachten. Hij is stil omdat hij van jongs af aan gepest is om zijn uiterlijk. Mevrouw Gwynek is ervan overtuigd dat Talan is opgepakt omdat zij weigert het land waarop ze wonen te verkopen aan de overheid. Dit is door een unieke samenstelling zeldzaam geschikt voor de opslag van nucleair afval, waardoor het stadsbestuur er tientallen miljoenen aan zou kunnen verdienen. Tijdens een worsteling tussen Gwynek en politieagenten in een verhoorkamer, komt Flemyng tussenbeide. Daarbij loopt hij krassen op zijn arm op door Gwyneks nagels. Na het incident voelt Flemyng zich regelmatig niet lekker en krijgt hij steeds meer last van de wond.
Collega's van Flemyng aan de Universiteit van Oxford sturen hem een bericht waarin ze schrijven dat Gwyneks symptomen kunnen wijzen op een zeldzame aandoening genaamd porfyrie. Als hij dit heeft, dan zou dat bewijs zijn dat hij fysiek niet in staat is om mensen aan te vallen zoals de Porters is gebeurd. Sarin komt erachter dat Gwyneks vader George is overleden in een verkeersongeluk terwijl hij vijftien keer de normale hoeveelheid van een verdovend medicijn in zijn bloed had. Dat terwijl er geen enkele aanwijzing is dat hij ooit eerder een probleem had met overmatig medicijngebruik. Onderzoek van Flemyng wijst uit dat geen mens genoeg kracht bezit om de wonden aan te brengen waaraan Henry en Peter Porter zijn bezweken. Een boer doet vervolgens aangifte van een aanval op een van zijn paarden, door een dier op twee poten en ongeveer twee meter lang. Tijdens onderzoek hiernaar, blijkt er een beer in de bossen te wonen.
Gwynek wordt overgebracht naar een kliniek om hem te testen op porfyrie. Hij verleent volledige medewerking, maar tijdens een onderzoek met knipperende lichten draait hij door. Hij breekt los uit het apparaat waaraan hij zat vastgebonden, slaat een gedeelte van de onderzoeksassistenten dood en plet de hoofden van anderen tegen de wanden. Daarna vlucht hij de kliniek uit. Sarin merkt op dat het incident is gebeurd op een dag dat de Maan 98% vol is, één dag voor volle maan. Dat terwijl de aanval op de Porters plaatsvond terwijl het volle maan was. Hierdoor denkt hij aan studies naar het maaneffect.
Een arrestatieteam vindt Gwynek op de avond van de volle maan in een leegstaand gebouw. Onder de huid van zijn rug vinden zichtbare fysieke veranderingen plaats. Wanneer Gwynek het arrestatieteam aanvalt, remmen de kogels die de leden op hem afvuren hem niet af. Na het doden van de agenten springt Gwynek van de zesde verdieping naar beneden, landt daar op zijn voeten en gaat hij er onverminderd mobiel vandoor. Nadat de resultaten van eerder DNA-onderzoek besmet en daardoor onbruikbaar zijn verklaard, doet Flemyng het onderzoek op eigen houtje opnieuw. Hierbij krijgt hij exact dezelfde uitslag. Hieruit concludeert hij dat de resultaten wel kloppen, maar dat Gwyneks DNA niet menselijk is.
Pistor gaat Gwynek zoeken in het bos bij zijn ouderlijk huis. Moore en Sarin gaan mee. Flemyng gaat mee naar het huis van Gwyneks moeder, maar blijft daar op eigen initiatief achter. Hij realiseert zich waarmee hij is geïnfecteerd en waarin hij verandert. Hij neemt Moore hierover in vertrouwen en geeft haar zijn pistool om hem dood te schieten wanneer dat nodig is. Terwijl de anderen Gwynek zoeken, vindt Flemyng een geheime doorgang in het huis van diens moeder. In de verborgen ruimte staat een tandartsstoel met boeien om de inzittende in bedwang te houden. Mevrouw Gwynek weet wat haar zoon is en hield hem hier vast in de periodes dat het nodig was. Daarom is de familie in het verleden nooit betrokken geweest bij geweldsincidenten. De moord op Gwyneks vader heeft dat veranderd. Wanneer Flemyng het huis weer inloopt, ziet hij een agent met een hoofdwond. Terwijl hij die bekijkt, mist mevrouw Gwynek maar net zijn hoofd met de bijl die ze daarop richtte. Flemyng wordt woest en slaat haar hoofd tot pulp. Daarna gaat hij naar de badkamer en scheert hij het haar van zijn armen, hoofd en wenkbrauwen af.
In het bos grijpt Gwynek Sarin en scheurt hij diens onderkaak van zijn hoofd. Daarna gaat hij achter Moore aan, maar de inmiddels verwilderde en eveneens bovenmenselijk sterke Flemyng schiet haar te hulp. Hij wurgt Gwynek en rolt diens lichaam het nabije ven in. Daarna loopt hij naar Moore en zet de loop van het pistool dat hij haar gaf op zijn voorhoofd. Voor zij de trekker kan overhalen, schiet Pistor haar vanuit een helikopter neer. Leden van een arrestatieteam komen op Flemyng af, maar die brengt ze woest allemaal om. Een van de agenten gooit hij naar de helikopter van Pistor, die daarop neerstort en ontploft.

### Epiloog
Televisiereporters doen verslag dat Gwynek nog steeds op de vlucht is. Hij wordt verantwoordelijk gehouden voor alle doden, ook degenen die hij in werkelijkheid niet vermoordde en degenen die nog steeds vallen in de regio. Hij heeft de bijnaam  'Beast of Strassbourg'  gekregen. Moore ligt in het ziekenhuis en lijkt te herstellen. Flemyng is uit het ziekenhuis ontslagen en ziet er weer uit zoals hij er doorgaans uitziet. Hij verklaart tegenover een verslaggever dat hij ook denkt dat Gwynek nog rondloopt en dat ze te maken hebben met een weerwolf.

## Rolverdeling
- A.J. Cook - Kate Moore
- Vik Sahay - Eric Sarin
- Simon Quarterman - Gavin Flemyng
- Brian Scott O'Connor - Talan Gwynek
- Sebastian Roché - Klaus Pistor
- Stephanie Lemelin - Claire Porter
- Brian Johnson - Henry Porter
- Oaklee Pendergast - Peter Porter